# روبلا
روبلا (به ایتالیایی: Robella) یک کومونه در ایتالیا است که در استان آسته واقع شده‌است.

## خصوصیات
روبلا ۱۲٫۲ کیلومترمربع مساحت و ۵۴۵ نفر جمعیت دارد و ۴۲۸ متر بالاتر از سطح دریا واقع شده‌است.